# Elecciones generales de Palaos de 2000
Las séptimas elecciones generales de Palaos se llevaron a cabo el 7 de noviembre de 2000 para escoger un Presidente, un Vicepresidente, el Senado y la Cámara de Delegados. El resultado fue una victoria para Thomas Remengesau, Jr., Vicepresidente, que obtuvo la Presidencia con el 52% de los votos, evitando así una segunda vuelta. Sandra Pierantozzi se convirtió en la primera Vicepresidente mujer de su país al recibir una amplia victoria.